# Дварка
Два́р(а́)ка (гудж. દ્વારકા, хинди द्वारका, англ. Dwarka, Dvarka, Dwaraka, Dvaraka) — город и муниципальное образование в округе Девбхуми Дварка в индийском штате Гуджарат. До 2013 года входил в округ Джамнагар.

## География
Расположен на берегу Аравийского моря, в западной части полуострова Катхиавар. 

## Демография
Согласно всеиндийской переписи 2001 года, население Дварки составляло 33 614 человек, из которых мужчины составляли 53 %, женщины — 47 %. Уровень грамотности взрослого населения равнялся 64 %, что выше среднеиндийского уровня (59,5 %). Среди мужчин, уровень грамотности составлял 72 %, среди женщин — 55 %. 13 % населения составляли дети до 6 лет.

## Религиозное значение
В санскритской литературе приводится другое название города — Дваравати. Дварака является одним из семи священных городов индуизма. Здесь расположен один из самых известных храмов Кришны — храм Дваракадиша. Согласно «Махабхарате» и Пуранам, Дварака была столицей древнего царства Кришны. Описывается, что после смерти Кришны изначальная Дварака погрузилась на дно моря.